# Wyatt Earp
Wyatt Berry Stapp Earp (n. 19 martie 1848, Monmouth, Illinois, SUA – d. 13 ianuarie 1929, Los Angeles, California) a fost un celebru om al Vestului și justițiar itinerant. Wyatt Earp s-a născut la Monmouth, în statul Illinois, fiind al treilea dintre cei cinci băieți ai fermierului Nicholas Earp.

## Om al legii
Familia Earp, părinții și cei patru frați ai lui Wyatt – James C. (1841 – 1926), Virgil W. (1843-1905), Morgan (1851 – 1882) și Warren B. (1855 – 1900) – a migrat spre sfârșitul războiului civil în California, stabilindu-se în 1864 la San Bernardino. După numai patru ani ei s-au întors în Illinois, pe care ulterior l-au părăsit din nou pentru a se stabili în orașul Lamar din sud-vestul statului Missouri. La 1870, Wyatt s-a căsătorit și a intrat în poliția locală, dar la scurtă vreme, moartea soției sale răpusă de febră tifoidă, l-a determinat să-și părăsească viața de om așezat începând o hoinăreală de vagabond fără căpătâi prin așezările Teritoriului Indian. Arestat și închis pentru furtul unui cal a reușit să evadeze înainte de a fi judecat, pierzându-și urma printre vânătorii de bizoni din preriile Kansasului. În 1875 a revenit la meseria de polițist ca ajutor de șerif la Wichita, într-o vreme în care fratele său ocupa aici un post de barman, într-un saloon. A fost însă destituit în cursul anului următor, după o încăierare cu unul dintre rivalii politici ai superiorului său. Stabilit tot ca polițist la Dodge City și-a părăsit postul pentru o scurtă aventură la zăcămintele aurifere din Munții Black Hills din Dakota. S-a întors în comitatul Ford în 1878 și a acceptat din nou postul de ajutor de șerif în Dodge, într-o perioadă în care și alți pistolari celebri ai Vestului – William B. Masterson, Ben Thompson, Luke Short și John Henry Holliday – se aflau aici. A rămas în funcția de om al legii până în 1879, pasiunea pentru jocul de cărți, dobândită în timpul escapadei sale în Dakota legându-l într-o strânsă prietenie de nu mai puțin faimosul Doc Holliday. Ulterior a devenit însoțitor înarmat al diligențelor firmei Wells, Fargo & Company, iar în 1880, la sugestia fraților săi s-a stabilit, împreună cu aceștia, în proaspăt întemeiatul oraș minier Tombstone din Arizona, devenind co-proprietar al barului Oriental Saloon. Totodată a acceptat funcția de ajutor de șerif în învecinatul comitat Pima, în vreme ce fratele său Virgil era angajat al poliției din Tombstone. James Earp era proprietar al unui saloon din orașul minier, iar Morgan Earp lucra pentru Wells, Fargo & Company. Vechii prieteni ai clanului Earp, “Doc” Holliday, “Bat” Masterson și Luke Short au apărut în aceeași perioadă la Tombstone, atrași de mirajul zăcămintelor de argint.

## Răfuiala de la O.K. Corral
Prietenia clanului Earp cu facțiunea politică republicană a orașului și poziția de oameni ai legii a membrilor săi au încordat relațiile cu grupul democrat reprezentat de vechii crescători de vite ai ținutului, respectiv clanurile Clanton, McLaury și alții, antrenați în afaceri profitabile, dar ilegale, cu vite, obișnuite de altfel în acea vreme în ținuturile sălbatice de la frontieră. O serie de evenimente mărunte, la care a contribuit și rivalitatea în dragoste pentru o actriță de cabaret, Josephine, curtată deopotrivă de Wyatt Earp și de șeriful John Behan, prieten și susținător al clanului Clanton au dus la o încordare constantă a relațiilor între cele două facțiuni, situația stând să explodeze în ziua de 26 octombrie 1881. La data respectivă membrii ai clanurilor Clanton și McLaury, formată din Ike și Bill Clanton, Tom și Frank McLaury și Bill Clayborne au intrat în oraș încălcând interdicția de a purta arme pe străzile acestuia și amenințându-i cu moartea pe frații Earp. Apelând la obligația sa de polițist, Virgil Earp s-a îndreptat spre adăpostul de cai O. K. Corral unde agresorii se aflau, în încercarea de a-i dezarma pe scandalagii, fiind secundat în această tentativă de Morgan și Wyatt Earp, însoțiți de Doc Holliday. Cineva din facțiunea rivală a deschis însă focul înainte ca acțiunea să fie dusă la bun sfârșit, iar în schimbul de focuri ce a urmat, frații McLaury și Bill Clanton au fost uciși. 
Controverse privind această luptă nu au întârziat să apară, locuitorii orașului împărțindu-se în funcție de simpatiile politice între apărători ai clanului Earp și susținători ai clanului Clanton. În ciuda răfuielii de la O. K. Corral situația a rămas tensionată, clanul Clanton fiind susținut de crescători de vite și cowboys din ținut. Într-o noapte din decembrie 1881 Virgil Earp, împușcat pe la spate în timpul unui rond pe străzile din Tombstone și rănit la un braț, a rămas infirm pe viață, iar în martie 1882 Morgan Earp a fost asasinat fără ca agresorii să fi fost prinși vreodată.

## Vendetta
La capătul acestor întâmplări membrii clanului Earp au părăsit Tombstone și deplasându-se spre cea mai apropiată stație de cale ferată, situată la nord de oraș, și-au încărcat avutul în tren pentru a se îndrepta spre California. Doar Wyatt Earp, care între timp obținuse funcția de Deputy U. S. Marshal în poliția Teritoriului Arizona s-a întors la Tombstone, după ce în gara Southern Pacific lichidase o echipă de cowboys trimiși să-i asasineze. Împreună cu Warren Earp, Doc Holliday și alți prieteni el a organizat o poteră și a început o sângeroasă campanie împotriva facțiunii rivale, lăsând încă trei victime în rândurile acesteia după care, suspectat de crimă, a părăsit Arizona. 

## Perioada Post-Tombstone
Ulterior s-a căsătorit cu Josephine, continuându-și viața de om al Vestului itinerant, stabilindu-se temporar în Colorado, iar apoi ca proprietar de saloon la San Diego în California. În timpul goanei după aur pe pârâul Klondike în Alaska, ca proprietar al localului Dexter Bar din Nome a fost rănit de un pistolar în timp ce intenționa să rezolve verbal un diferend. S-a stabilit ulterior la Tonopah în Nevada tot ca proprietar de saloon în timpul boom-ului minier din acest loc, iar spre sfârșitul vieții s-a retras la Los Angeles.

## Legenda
Erou a numeroase opere de ficțiune, unele apărute chiar în timpul vieții sale Wyatt Earp a devenit un erou semilegendar al frontierei, figura sa stând la baza unui mit pe care literatura și filmul l-a făcut celebru, acela al apărătorului cu orice preț al legii. Controversele ce plutesc în jurul biografiei sale, privind mai ales metodele folosite în exercițiul funcțiunii de polițist la frontieră, nu sunt singulare ele fiind prezente în biografia tuturor celor care au servit ca oameni ai legii în Vestul Sălbatic.

## Vezi și
- Șerif
- Amurg (film)